# 川村直岡

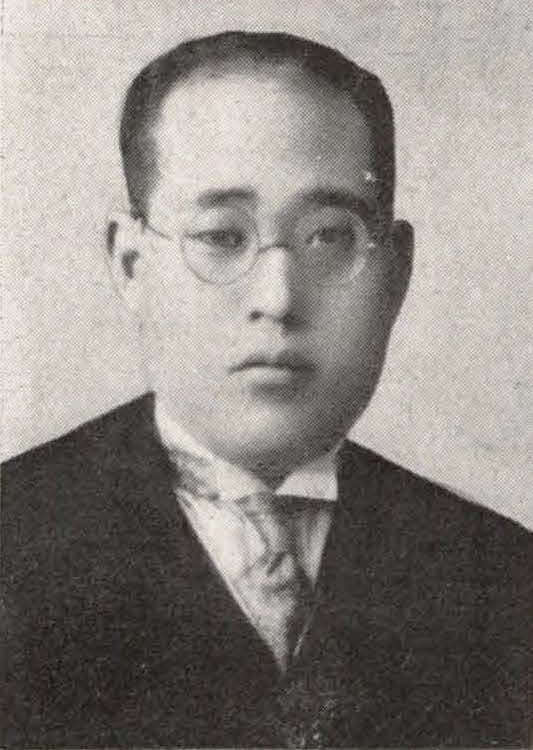
川村直岡

川村 直岡（かわむら なおおか、1892年（明治25年）9月20日 - 1963年（昭和38年）1月4日）は、台湾総督府官僚、陸軍司政長官。

## 経歴
鹿児島県出身。1918年（大正7年）に高等試験に合格し、翌年に東京帝国大学法学部政治科を卒業した。拓殖局属を経て、1921年（大正10年）に台湾総督府事務官となり、専売局煙草課長、樟脳課長、庶務課長、殖産局特産課長、総督官房文書課長・調査課長、殖産局山林課長・鉱務課長、台南州内務部長、総督官房審議室勤務・調査課長などを経て、1936年（昭和11年）に台南州知事に就任した。その後、台北州知事、拓務省拓南局長を歴任し、1941年（昭和16年）に退官した。
1942年（昭和17年）、陸軍司政長官となり、ベンクレン州長官、ペラ州長官を務めた。
戦後の1950年（昭和25年）の第2回参議院議員通常選挙に全国区から無所属で立候補したが落選した。